# Stârc verzui
Stârcul verzui (Butorides virescens) este un stârc de dimensiune mică din America de Nord și Centrală. Numele speciei provine din engleza medie butor care este derivat dintr-un cuvânt din franceza veche înrudit cu latinescul butiomenin „buhai de baltă” și greaca veche -oides, „asemănător”, iar virescens este latinescul pentru „verzui”.

## Taxonomie
Specia a fost inclusă anterior în B. striata, care la acea vreme era cunoscută în mod eronat ca B. striatus. B. validipes din Pleistocenul timpuriu, ale cărui rămășițe fosile au fost descoperite în Florida, ar fi putut fi strămoșul stârcului verzui, deoarece specia vie pare să înlocuiască ruda dispărută în registrul fosilelor.
Distincția între subspecii este, în cel mai bun caz, incertă. Variația de culoare între populații este mai puțin pronunțată decât între păsările din aceeași populație. Populațiile migratoare au aripile mai lungi decât cele rezidente pe tot parcursul anului, dar acest lucru nu poate fi folosit pentru a delimita subspeciile, deoarece este în mod evident o consecință a obiceiurilor diferite și este de așteptat să se producă o evoluție convergentă în cadrul populațiilor neînrudite ale acestei specii care împărtășesc aceleași obiceiuri. Astfel, ar fi necesare studii filogenetice moleculare aprofundate pentru a rezolva problema delimitării subspeciilor.
Următoarele subspecii sunt enumerate în mod obișnuit, deși validitatea celor mai multe dintre ele este serios contestată:
- Butorides virescens anthonyi (Mearns, 1895)

Se reproduce în Statele Unite la vest de Munții Stâncoși, la sud de nordul Peninsulei Baja California, Mexic. Unele sunt rezidente, majoritatea migrează în vestul Mexicului în timpul iernii.
- Butorides virescens bahamensis (Brewster, 1888)

Bahamas. Rezident.
- Butorides virescens frazari (Brewster, 1888)

Peninsula Baja California de Sud, Mexic. Rezident.
- Butorides virescens maculata (Boddaert, 1783)[4]

Din sudul SUA prin America Centrală până în centrul Panama, Caraibe. Rezident.
- Butorides virescens virescens (Linnaeus, 1758)

Crește din sud-estul Canadei până în centrul și sudul SUA, la est de Munții Stâncoși. Iernează din sudul SUA până în nordul Americii de Sud.

## Galerie

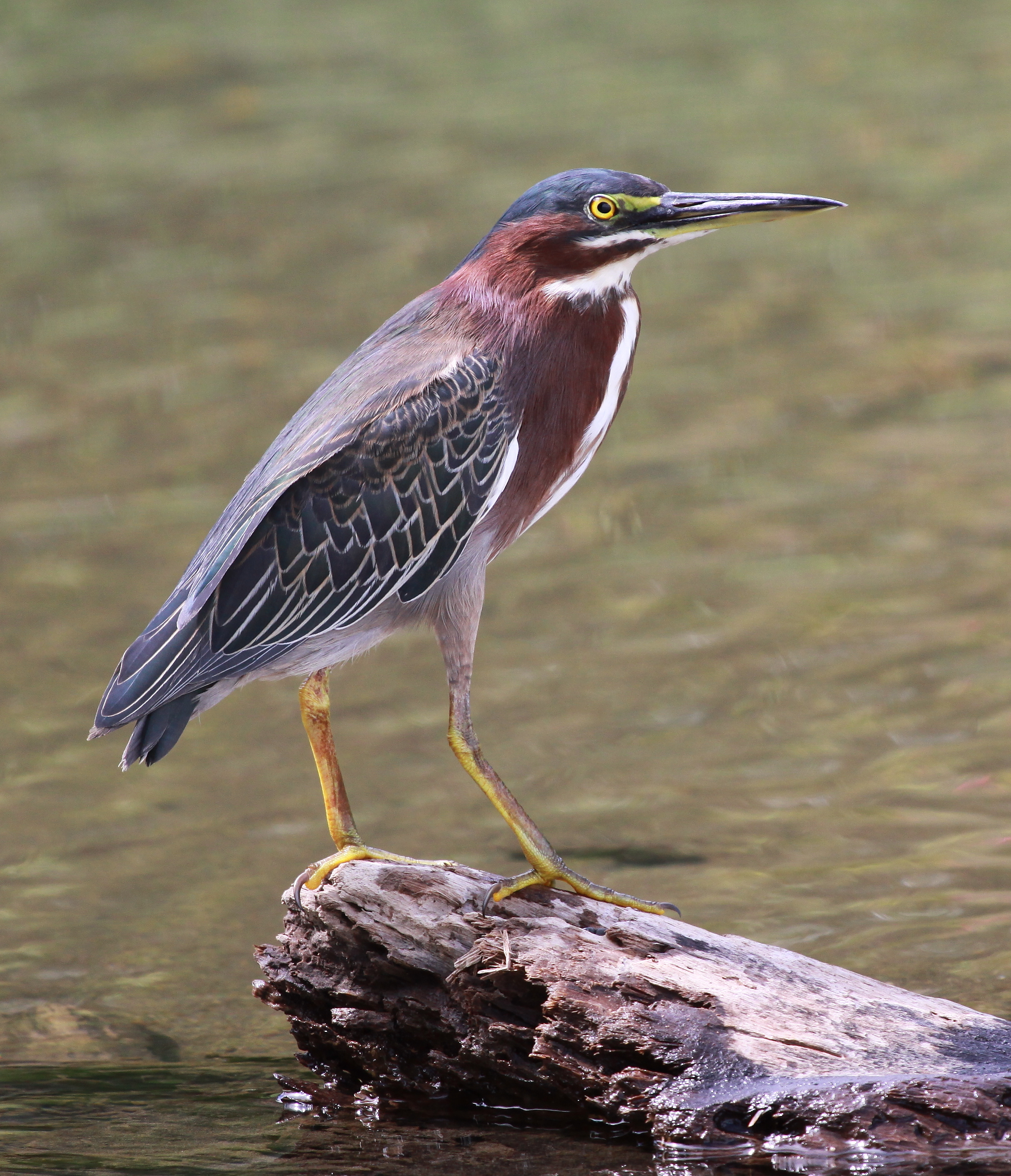
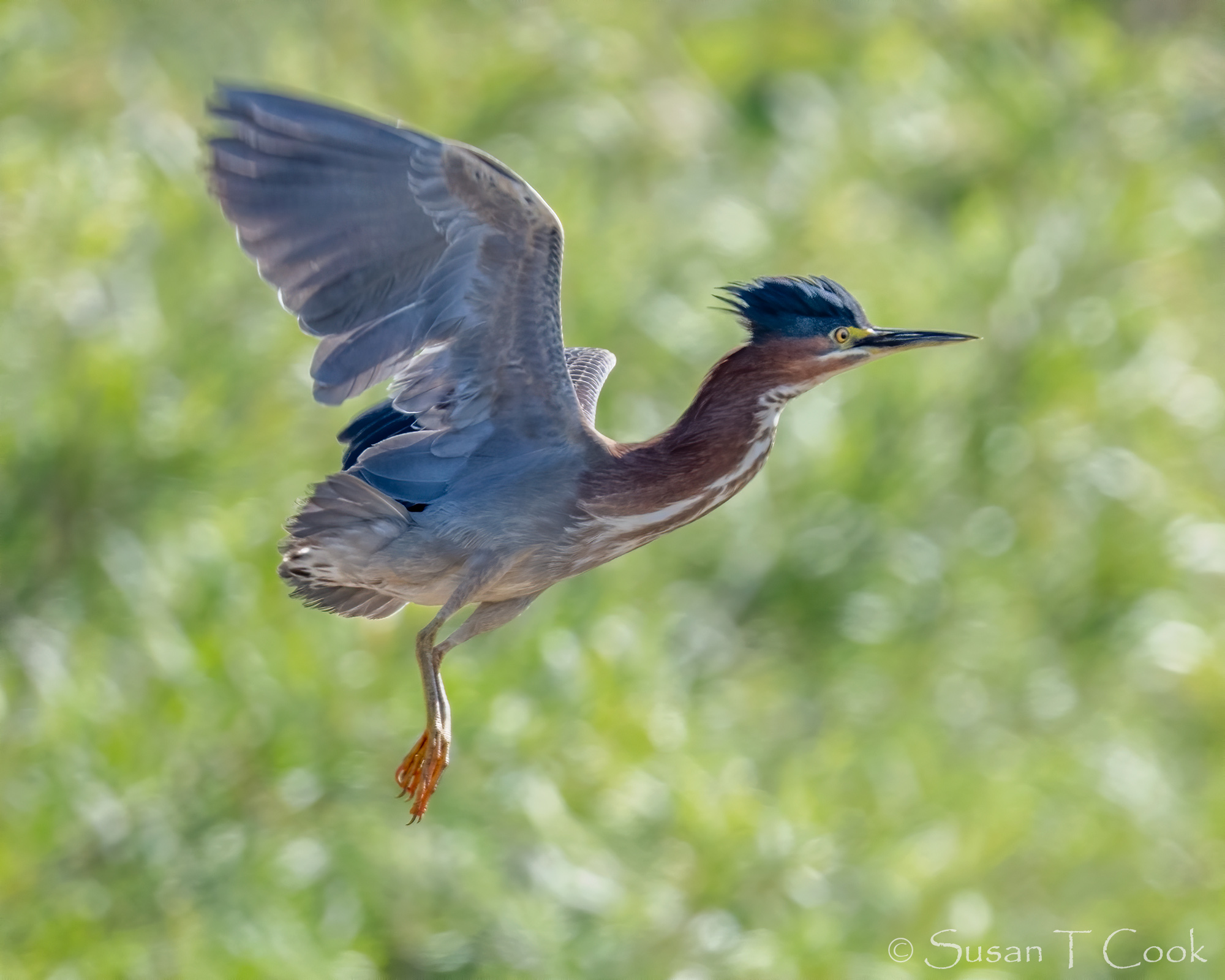
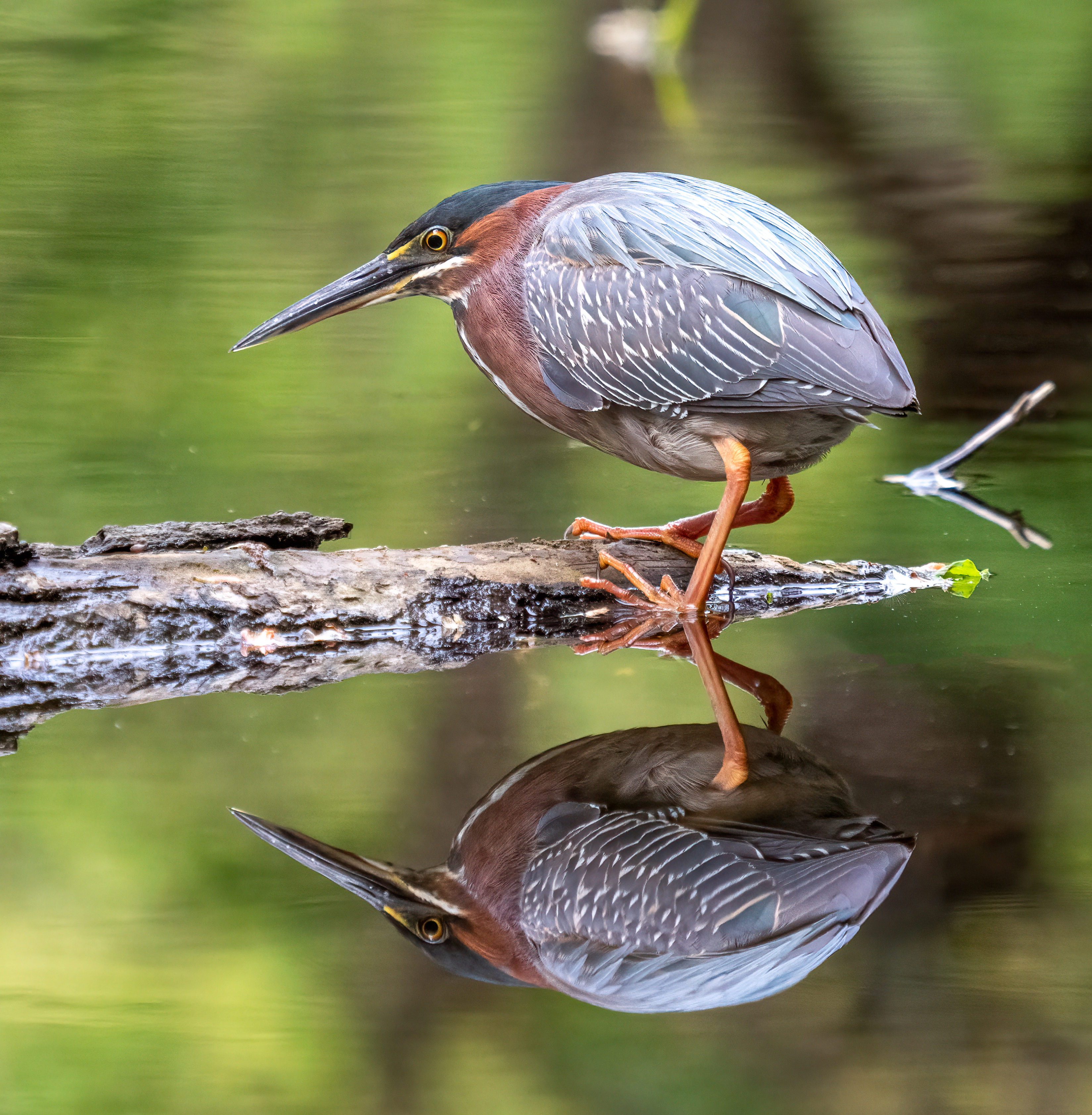
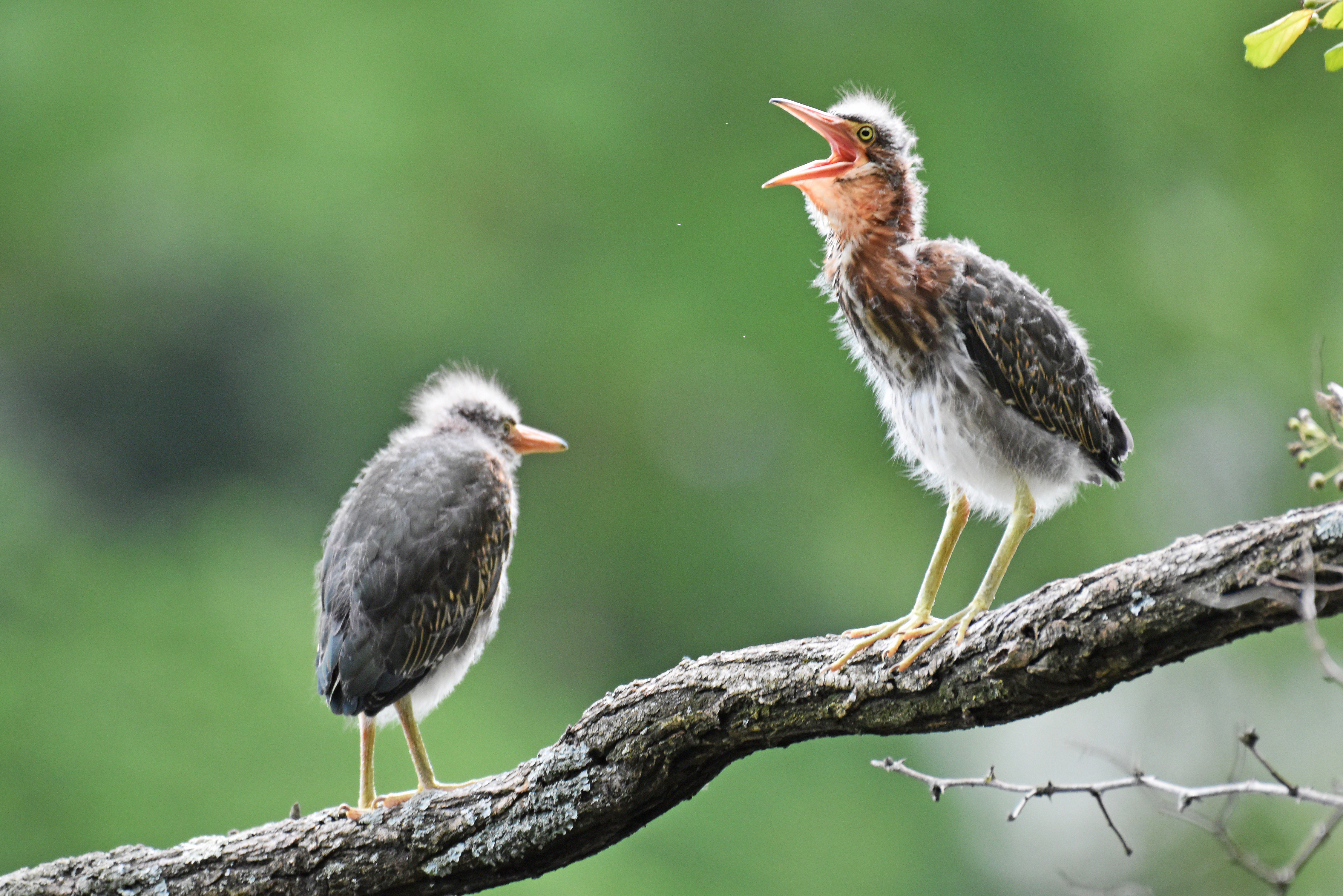
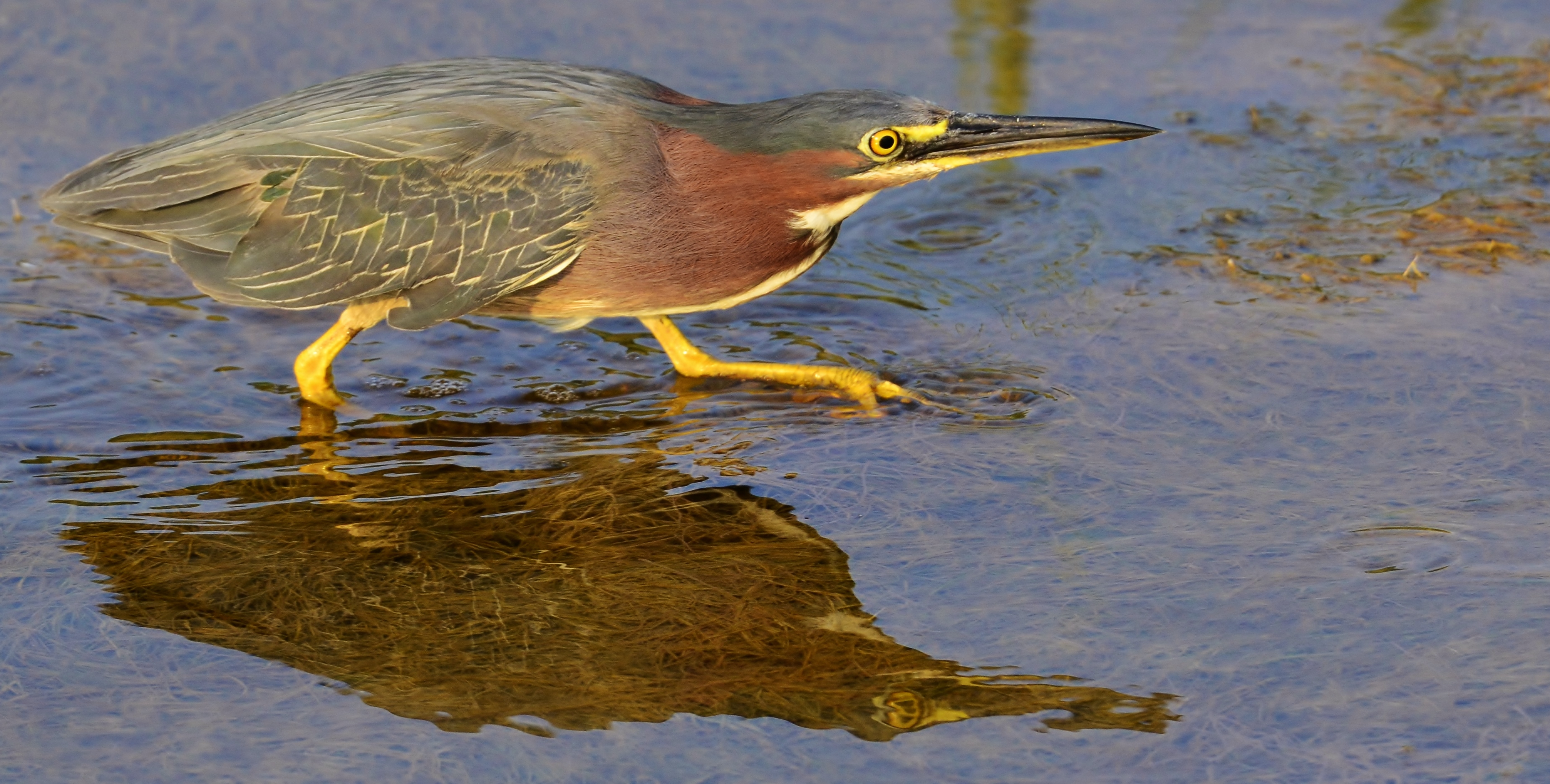
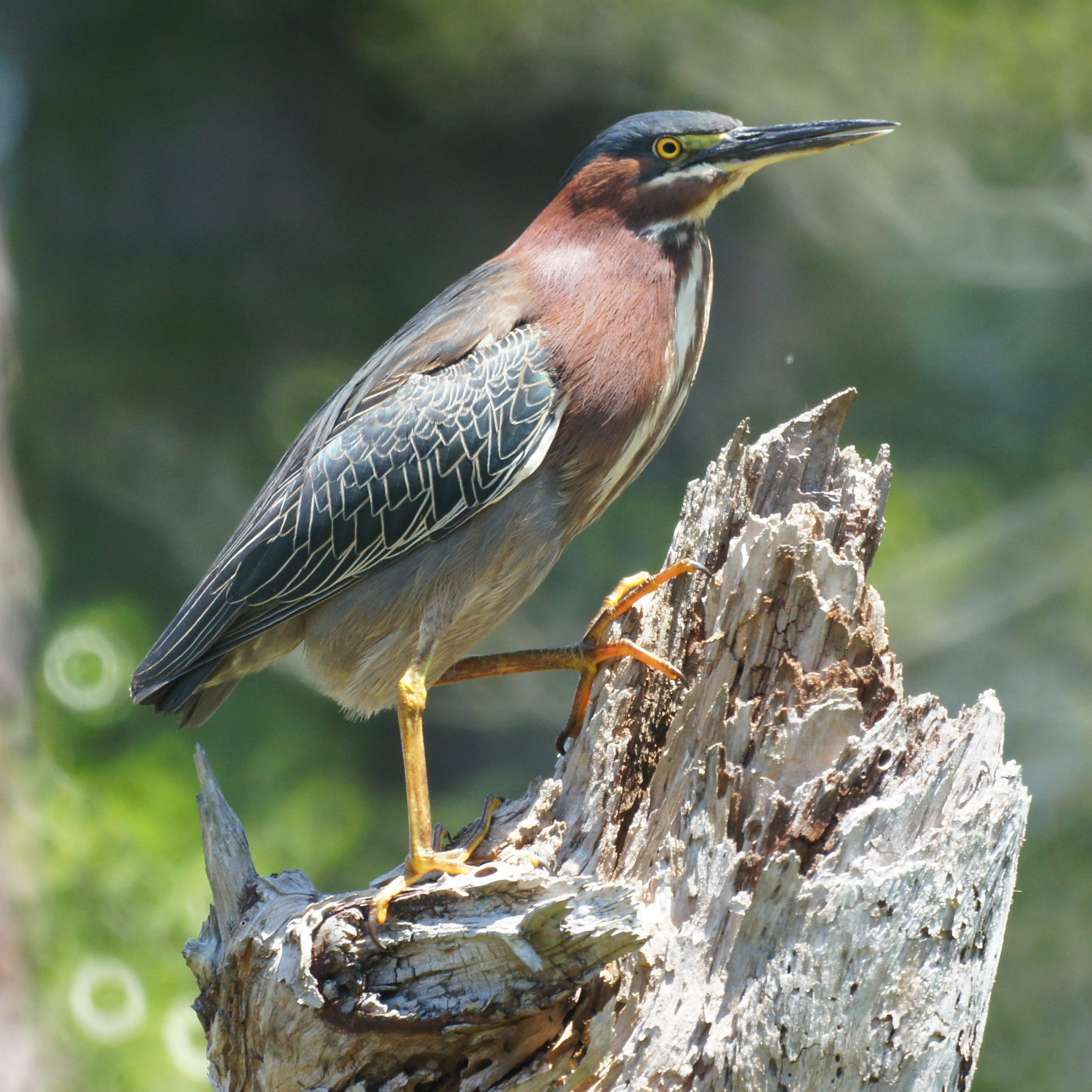
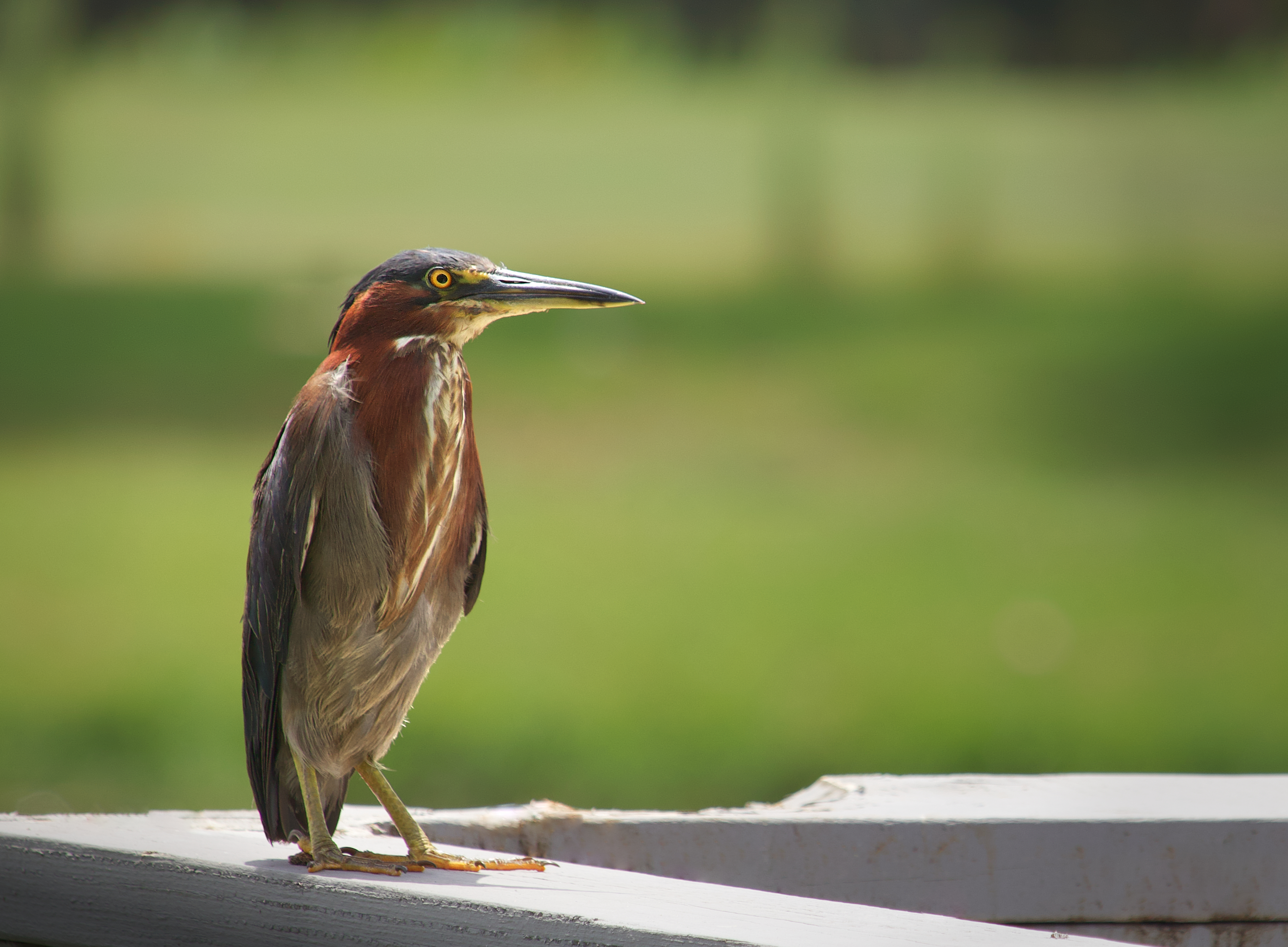